# DN6B
DN 6B este un drum național secundar având o lungime de 60,260 km, care face legătura între Craiova și Hurezani, via Melinești, Dolj
Drumul traveseaza localitățile Simnicu de sus, Goiești, Negoiești, Melinești, Crușeț, stoina , Hurezani